# Ilie Năstase
Ilie Năstase (Ausspracheⓘ; * 19. Juli 1946 in Bukarest) ist ein ehemaliger rumänischer Tennisspieler, Politiker und Sportfunktionär.

## Karriere
Năstase war in den 1970er Jahren einer der Top-Ten-Spieler. 1972 und 1973 führte er insgesamt 40 Wochen lang die Tennisweltrangliste an.
Insgesamt gewann er 64 Einzeltitel, darunter auch die Titel bei den US Open 1972 und French Open 1973. Grand-Slam-Titel im Doppel gewann er 1973 in Wimbledon, 1970 bei den French Open und 1975 bei den US Open. Seine beiden Einzel-Endspiele in Wimbledon verlor er 1972 gegen Stan Smith und 1976 gegen Björn Borg. Außerdem gewann er viermal das Masters (1971, 1972, 1973 und 1975). Damit ist er der erfolgreichste rumänische Tennisspieler.
Năstase ging in den 1990er Jahren in die Politik und kandidierte für die Partidul Social Democrat für das Amt des Bürgermeisters von Bukarest. Nach seiner gescheiterten Kandidatur zog er sich aus der Politik zurück.
Im Mai 1997 wurde er zum Präsidenten des Rumänischen Tennisverbands gewählt, 2001 und 2005 wurde er in diesem Amt bestätigt. In seiner Amtszeit bemühte er sich um das Einrichten einer Tennisakademie in Bukarest. Nach einem Gerichtsurteil zu seinen Ungunsten sowie Vorwürfen der Verschwendung von Verbandsgeldern trat er am 12. Februar 2008 zurück.
2006 war Năstase in dem Spielfilm Montag kommen die Fenster von Ulrich Köhler als Darsteller zu sehen.
Im April 2017 fiel er als Kapitän der rumänischen Frauenmannschaft am Rande der Fed-Cup-Begegnung zwischen Rumänien und Großbritannien durch rassistische und beleidigende Äußerungen auf, die dazu führten, dass ihn der Weltverband bis auf weiteres suspendierte. Weil er u. a. die englischen Spielerinnen als „Fucking Bitches“ beleidigte, gilt er seitdem beim Turnier in Wimbledon als unerwünschte Person. Ihm ist der Zugang zur Prominententribüne verwehrt.

## Erfolge
| Legende                       |
| Grand Slam                    |
| Tennis Masters Cup            |
| ATP Masters Series            |
| ATP International Series Gold |
| ATP International Series      |

### Einzel

#### Turniersiege
| Nr. | Datum              | Turnier                             | Belag         | Finalgegner      | Ergebnis                        |
| --- | ------------------ | ----------------------------------- | ------------- | ---------------- | ------------------------------- |
| 1.  | 16. März 1969      | Barranquilla                        | Sand          | Jan Kodeš        | 6:4, 6:4, 8:10, 2:6, 6:3        |
| 2.  | 19. Oktober 1969   | Denver                              | Hartplatz (i) | Stan Smith       | 6:4, 6:5                        |
| 3.  | 22. Februar 1970   | Salisbury                           | Hartplatz (i) | Cliff Richey     | 6:8, 3:6, 6:4 9:7, 6:0          |
| 4.  | 27. April 1970     | Rom Masters                         | Sand          | Jan Kodeš        | 6:3, 1:6, 6:3, 8:6              |
| 5.  | 31. Januar 1971    | Omaha                               | Teppich (i)   | Cliff Richey     | 6:4, 6:3, 6:1                   |
| 6.  | 7. Februar 1971    | Richmond                            | Teppich (i)   | Arthur Ashe      | 3:6, 6:2, 6:4                   |
| 7.  | 7. März 1971       | Hampton                             | Teppich (i)   | Clark Graebner   | 7:5, 6:4, 7:6                   |
| 8.  | 4. April 1971      | Nizza                               | Sand          | Jan Kodeš        | 10:8, 11:9, 6:1                 |
| 9.  | 11. April 1971     | Monte Carlo Masters                 | Sand          | Tom Okker        | 3:6, 8:6, 6:1, 6:1              |
| 10. | 11. Juli 1971      | Båstad                              | Sand          | Jan Leschly      | 7:5, 2:6, 5:7, 7:6, 5:4 Aufgabe |
| 11. | 30. Oktober 1971   | Wembley                             | Teppich (i)   | Rod Laver        | 3:6, 6:3, 3:6, 6:4, 6:4         |
| 12. | 12. Dezember 1971  | Masters (Paris)                     | Hartplatz (i) |                  | kein Finale, nur Round Robin    |
| 13. | 9. Januar 1972     | Baltimore                           | Teppich (i)   | Jimmy Connors    | 1:6, 6:4, 7:6                   |
| 14. | 30. Januar 1972    | Omaha (2)                           | Teppich (i)   | Ion Țiriac       | 2:6, 6:0, 6:1                   |
| 15. | 3. April 1972      | Monte Carlo Masters (2)             | Sand          | František Pála   | 6:1, 6:0, 6:3                   |
| 16. | 16. April 1972     | Madrid                              | Sand          | František Pála   | 6:0, 6:0, 6:1                   |
| 17. | 23. April 1972     | Nizza (2)                           | Sand          | Jan Kodeš        | 6:0, 6:4, 6:3                   |
| 18. | 1. August 1972     | Düsseldorf                          | Sand          | Jürgen Faßbender | 6:0, 6:2, 6:1                   |
| 19. | 20. August 1972    | Kanada Masters                      | Sand          | Andrew Pattison  | 6:4, 6:3                        |
| 20. | 27. August 1972    | South Orange                        | Rasen         | Manuel Orantes   | 6:4, 6:4                        |
| 21. | 9. September 1972  | US Open                             | Rasen         | Arthur Ashe      | 3:6, 6:3, 6:7, 6:4, 6:3         |
| 22. | 17. September 1972 | Seattle                             | Teppich (i)   | Tom Gorman       | 6:4, 3:6, 6:3                   |
| 23. | 18. November 1972  | London                              | Teppich (i)   | Tom Gorman       | 6:4, 6:3                        |
| 24. | 18. November 1972  | Masters (Barcelona) (2)             | Hartplatz (i) | Stan Smith       | 6:3, 6:2, 3:6, 2:6, 6:3         |
| 25. | 28. Januar 1973    | Omaha (3)                           | Teppich (i)   | Jimmy Connors    | 5:0 Aufg.                       |
| 26. | 17. Februar 1973   | Calgary                             | Hartplatz (i) | Paul Gerken      | 6:4, 7:6                        |
| 27. | 25. März 1973      | Washington                          | Teppich (i)   | Jimmy Connors    | 4:6, 6:4, 6:2, 5:7, 6:2         |
| 28. | 8. April 1973      | Barcelona                           | Sand          | Adriano Panatta  | 6:1, 3:6, 6:1, 6:2              |
| 29. | 21. April 1973     | Monte Carlo Masters (3)             | Sand          | Björn Borg       | 6:4, 6:1, 6:2                   |
| 30. | 29. April 1973     | Madrid (2)                          | Sand          | Adriano Panatta  | 6:3, 7:6, 5:7, 6:1              |
| 31. | 6. Mai 1973        | Florenz                             | Sand          | Adriano Panatta  | 6:3, 3:6, 0:6, 7:6, 6:4         |
| 32. | 3. Juni 1973       | French Open                         | Sand          | Nikola Pilić     | 6:3, 6:3, 6:0                   |
| 33. | 10. Juni 1973      | Rom Masters (2)                     | Sand          | Manuel Orantes   | 6:1, 6:1, 6:1                   |
| 34. | 23. Juni 1973      | Queen’s Club                        | Rasen         | Roger Taylor     | 9:8, 6:3                        |
| 35. | 15. Juli 1973      | Gstaad                              | Sand          | Roy Emerson      | 6:4, 6:3, 6:3                   |
| 36. | 12. August 1973    | Cincinnati Masters                  | Sand          | Manuel Orantes   | 5:7, 6:3, 6:4                   |
| 37. | 14. Oktober 1973   | Barcelona                           | Sand          | Manuel Orantes   | 2:6, 6:1, 8:6, 6:4              |
| 38. | 4. November 1973   | Paris Masters                       | Hartplatz (i) | Stan Smith       | 4:6, 6:1, 3:6, 6:0, 6:2         |
| 39. | 8. Dezember 1973   | Masters (Boston) (3)                | Hartplatz (i) | Tom Okker        | 6:3, 7:5, 4:6, 6:3              |
| 40. | 16. Dezember 1973  | Kingston                            | Hartplatz (i) | Brian Gottfried  | 6:1, 6:7, 6:3                   |
| 41. | 3. Februar 1974    | Richmont                            | Teppich (i)   | Tom Gorman       | 6:2, 6:3                        |
| 42. | 17. März 1974      | Washington                          | Teppich (i)   | Tom Okker        | 6:3, 6:3                        |
| 43. | 26. Mai 1974       | Bournemouth                         | Sand          | Paolo Bertolucci | 6:1, 6:3, 6:2                   |
| 44. | 15. September 1974 | Cedar Grove                         | Sand          | Juan Gisbert     | 6:4, 7:6                        |
| 45. | 13. Oktober 1974   | Madrid (2)                          | Sand          | Björn Borg       | 6:4, 5:7, 6:2, 4:6, 6:4         |
| 46. | 20. Oktober 1974   | Barcelona (2)                       | Sand          | Manuel Orantes   | 8:6, 9:7, 6:3                   |
| 47. | 1. November 1974   | WITC Hilton Head                    | Teppich       | Björn Borg       | 7:6, 6:3                        |
| 48. | 13. April 1975     | Barcelona (3)                       | Sand          | Juan Gisbert     | 6:1, 7:5, 6:2                   |
| 49. | 20. April 1975     | Valencia                            | Sand          | Manuel Orantes   | 6:3, 6:0                        |
| 50. | 27. April 1975     | Madrid                              | Sand          | Manuel Orantes   | 7:6, 6:1, 2:6, 6:3              |
| 51. | 24. August 1975    | South Orange (2)                    | Sand          | Bob Hewitt       | 7:6, 6:1                        |
| 52. | 24. Oktober 1975   | WITC Hilton Head (2)                | Sand          | Rod Laver        | 5:7, 7:6, 6:4                   |
| 53. | 7. Dezember 1975   | Masters (Stockholm) (4)             | Teppich (i)   | Björn Borg       | 6:2, 6:2, 6:1                   |
| 54. | 19. Januar 1976    | Atlanta                             | Teppich (i)   | Jeff Borowiak    | 6:2, 6:4                        |
| 55. | 22. Februar 1976   | Salisbury (2)                       | Teppich (i)   | Jimmy Connors    | 6:2, 6:3, 7:6                   |
| 56. | 20. März 1976      | Carlsbad                            | Hartplatz     | Jimmy Connors    | 4:6, 6:0, 6:1                   |
| 57. | 23. Mai 1976       | WCT Challenge Cup (Honolulu)        | Hartplatz     | Arthur Ashe      | 6:3, 1:6, 6:7, 6:3, 6:1         |
| 58. | 11. Juli 1976      | Pepsi Grand Slam (Myrtle Beach)     | Sand          | Manuel Orantes   | 6:4, 6:3                        |
| 59. | 29. August 1976    | South Orange (3)                    | Sand          | Roscoe Tanner    | 6:4, 6:2                        |
| 60. | 13. Februar 1977   | Mexiko-Stadt                        | Teppich (i)   | Wojciech Fibak   | 4:6, 6:2, 7:66                  |
| 61. | 10. April 1977     | WCT Challenge Cup (Las Vegas) (2)   | Teppich (i)   | Jimmy Connors    | 3:6, 7:6, 6:4, 7:5              |
| 62. | 2. Oktober 1977    | Aix-en-Provence                     | Sand          | Guillermo Vilas  | 6:1, 7:5, Aufg.                 |
| 63. | 5. März 1978       | Miami                               | Teppich (i)   | Tom Gullikson    | 6:3, 7:5                        |
| 64. | 17. Dezember 1978  | WCT Challenge Cup (Montego Bay) (3) | Hartplatz     | Peter Fleming    | 2:6, 5:6, 6:2, 6:4, 6:4         |

#### Finalteilnahmen
| Nr. | Datum             | Turnier                 | Belag         | Finalgegner       | Ergebnis                |
| --- | ----------------- | ----------------------- | ------------- | ----------------- | ----------------------- |
| 1.  | 3. April 1968     | Rom-Parioli             | Sand          | Ion Țiriac        | 7:9, 3:6, 4:6           |
| 2.  | 29. November 1969 | Stockholm               | Hartplatz (i) | Nikola Pilić      | 4:6, 6:4, 2:6           |
| 3.  | 18. Mai 1970      | Brüssel                 | Sand          | Tom Okker         | 3:6, 4:6, 6:0, 6:4, 4:6 |
| 4.  | 17. August 1970   | Hamburg Masters         | Sand          | Tom Okker         | 6:4, 3:6, 3:6, 4:6      |
| 5.  | 1. März 1971      | Macon                   | Teppich (i)   | Željko Franulović | 4:6, 5:7, 7:5, 6:3, 6:7 |
| 6.  | 9. Mai 1971       | Madrid                  | Sand          | Ion Țiriac        | 5:7, 1:6, 0;6           |
| 7.  | 23. Mai 1971      | Brüssel (2)             | Sand          | Cliff Drysdale    | 0:6, 1:6, 5:7           |
| 8.  | 6. Juni 1971      | French Open             | Sand          | Jan Kodeš         | 6:8, 2:6, 6:2, 5:7      |
| 9.  | 1. Dezember 1971  | Buenos Aires            | Sand          | Željko Franulović | 3:6, 6:7, 1:6           |
| 10. | 20. Februar 1972  | Salisbury               | Teppich (i)   | Stan Smith        | 7:5, 2:6, 3:6, 4:6      |
| 11. | 5. März 1972      | Hampton                 | Teppich (i)   | Stan Smith        | 3:6, 2:6, 7:6, 4:6      |
| 12. | 8. Juli 1972      | Wimbledon Championships | Rasen         | Stan Smith        | 6:4, 3:6, 3:6, 6:4, 5:7 |
| 13. | 16. Juli 1972     | Båstad                  | Sand          | Manuel Orantes    | 4:6, 3:6, 1:6           |
| 14. | 3. März 1973      | Hampton (2)             | Teppich (i)   | Jimmy Connors     | 6:4, 3:6, 5:7, 3:6      |
| 15. | 12. Mai 1973      | Bournemouth             | Sand          | Adriano Panatta   | 8:6, 5:7, 3:6           |
| 16. | 17. November 1973 | London                  | Teppich (i)   | Tom Okker         | 3:6, 4:6                |
| 17. | 17. Februar 1974  | Toronto                 | Teppich (i)   | Tom Okker         | 3:6, 4:6                |
| 18. | 10. März 1974     | Hampton (3)             | Teppich (i)   | Jimmy Connors     | 4:6, 4:6                |
| 19. | 14. April 1974    | Monte Carlo             | Sand          | Andrew Pattison   | 7:5, 3:6, 4:6           |
| 20. | 3. Juni 1974      | Rom Masters             | Sand          | Björn Borg        | 3:6, 4:6, 2:6           |
| 21. | 15. Dezember 1974 | Masters (Melbourne)     | Rasen         | Guillermo Vilas   | 6:7, 2:6, 6:3, 6:3, 4:6 |
| 22. | 9. Februar 1975   | Basel                   | Hartplatz (i) | Jiří Hřebec       | 1:6, 6:7, 6:2, 3:6      |
| 23. | 6. April 1975     | Tucson                  | Hartplatz     | John Alexander    | 5:7, 2:6                |
| 24. | 3. August 1975    | Louisville              | Sand          | Guillermo Vilas   | 4:6, 3:6                |
| 25. | 17. August 1975   | Kanada Masters          | Sand          | Manuel Orantes    | 6:7, 0:6, 1:6           |
| 26. | 25. Januar 1976   | Baltimore               | Teppich (i)   | Tom Gorman        | 5:7, 3:6                |
| 27. | 14. März 1976     | Hampton (4)             | Teppich (i)   | Jimmy Connors     | 2:6, 2:6, 2:6           |
| 28. | 4. April 1976     | Caracas                 | Hartplatz     | Raúl Ramírez      | 3:6, 4:6                |
| 29. | 28. April 1976    | Stockholm               | Teppich (i)   | Wojciech Fibak    | 4:6, 6:76               |
| 30. | 19. Juni 1976     | Nottingham              | Rasen         | Jimmy Connors     | kampflos                |
| 31. | 3. Juli 1976      | Wimbledon Championships | Rasen         | Björn Borg        | 4:6, 2:6, 7:9           |
| 32. | 14. November 1976 | Hongkong                | Hartplatz     | Ken Rosewall      | 6:1, 4:6, 6:7, 0:6      |
| 33. | 27. März 1977     | Rotterdam               | Teppich (i)   | Dick Stockton     | 6:2, 3:6, 3:6           |
| 34. | 23. April 1977    | Virginia Beach          | Sand          | Guillermo Vilas   | 2:6, 6:4, 2:6           |
| 35. | 23. April 1978    | Houston                 | Sand          | Brian Gottfried   | 6:3, 2:6, 1:6           |
| 36. | 16. Juli 1978     | Forest Hills            | Sand          | Vitas Gerulaitis  | 2:6, 0:6                |
| 37. | 15. Oktober 1978  | Barcelona               | Sand          | Balázs Taróczy    | 6:1, 5:7, 6:4, 3:6, 4:6 |
| 38. | 19. August 1979   | Cleveland               | Hartplatz     | Stan Smith        | 6:7, 5:7                |
| 39. | 16. März 1981     | Nancy                   | Hartplatz (i) | Pavel Složil      | 2:6, 5:7                |
| 40. | 23. November 1981 | Bologna                 | Teppich (i)   | Sandy Mayer       | 5:7, 3:6                |

### Doppel

#### Turniersiege
| Nr. | Datum              | Turnier                 | Belag         | Partner           | Finalgegner                          | Ergebnis                        |
| --- | ------------------ | ----------------------- | ------------- | ----------------- | ------------------------------------ | ------------------------------- |
| 1.  | 8. Februar 1970    | Philadelphia            | Teppich (i)   | Ion Țiriac        | Arthur Ashe Dennis Ralston           | 6:4, 6:3                        |
| 2.  | 27. April 1970     | Rom Masters             | Sand          | Ion Țiriac        | Bill Bowrey Owen Davidson            | 0:6, 10:8, 6:3, 6:8, 6:1        |
| 3.  | 7. Juni 1970       | French Open             | Sand          | Ion Țiriac        | Arthur Ashe Charlie Pasarell         | 6:2, 6:4, 6:3                   |
| 4.  | 26. Juli 1970      | Cincinnati Masters      | Sand          | Ion Țiriac        | Bob Hewitt Frew McMillan             | 6:3, 6:4                        |
| 5.  | 2. März 1971       | Hampton                 | Teppich (i)   | Ion Țiriac        | Clark Graebner Thomaz Koch           | 6:4, 4:6, 7:5                   |
| 6.  | 11. April 1971     | Monte Carlo Masters     | Sand          | Ion Țiriac        | Tom Okker Roger Taylor               | 1:6, 6:3, 6:3, 8:6              |
| 7.  | 1. Dezember 1971   | Buenos Aires            | Sand          | Željko Franulović | Patricio Cornejo Jaime Fillol        | 6:4, 6:4                        |
| 8.  | 2. Februar 1972    | Kansas City             | Hartplatz (i) | Ion Țiriac        | Andrés Gimeno Manuel Orantes         | 6:7, 6:4, 7:6                   |
| 9.  | 5. März 1972       | Hampton (2)             | Teppich (i)   | Ion Țiriac        | Andrés Gimeno Manuel Orantes         | 7:5, 7:5                        |
| 10. | 16. April 1972     | Madrid                  | Sand          | Stan Smith        | Andrés Gimeno Manuel Orantes         | 6:3, 6:4, 6:4                   |
| 11. | 2. Mai 1972        | Rom Masters (2)         | Sand          | Ion Țiriac        | Lew Hoad Frew McMillan               | 3:6, 3:6, 6:4, 6:3, 5:3 Aufgabe |
| 12. | 11. Juni 1972      | Hamburg Masters         | Sand          | Jan Kodeš         | Bob Hewitt Ion Țiriac                | 4:6, 6:0, 3:6, 6:2, 6:2         |
| 13. | 20. August 1972    | Kanada Masters          | Sand          | Ion Țiriac        | Jan Kodeš Jan Kukal                  | 7:6, 6:3                        |
| 14. | 17. Februar 1973   | Calgary                 | Hartplatz (i) | Mike Estep        | Szabolcz Baranyi Péter Szőke         | 6:7, 7:5, 6:3                   |
| 15. | 24. Februar 1973   | Salisbury               | Teppich (i)   | Clark Graebner    | Jürgen Faßbender Juan Gisbert        | 2:6, 6:4, 6:3                   |
| 16. | 5. März 1973       | Hampton (3)             | Teppich (i)   | Clark Graebner    | Jimmy Connors Ion Țiriac             | 6:2, 6:1                        |
| 17. | 21. April 1973     | Monte Carlo Masters (2) | Sand          | Juan Gisbert      | Georges Goven Patrick Proisy         | 6:2, 6:2, 6:2                   |
| 18. | 7. Juli 1973       | Wimbledon Championships | Rasen         | Jimmy Connors     | John Cooper Neale Fraser             | 3:6, 6:3, 6:4, 8:9, 6:1         |
| 19. | 26. August 1973    | South Orange            | Rasen         | Jimmy Connors     | Pancho Gonzales Tim Gorman           | 6:7, 6:3, 6:2                   |
| 20. | 14. Oktober 1973   | Barcelona               | Sand          | Tom Okker         | Antonio Muñoz Manuel Orantes         | 4:6, 6:3, 6:2                   |
| 21. | 21. Oktober 1973   | Madrid                  | Sand          | Tom Okker         | Bob Carmichael Frew McMillan         | 6:3, 6:0                        |
| 22. | 4. November 1973   | Paris Masters           | Hartplatz (i) | Juan Gisbert      | Arthur Ashe Roscoe Tanner            | 6:2, 4:6, 7:5                   |
| 23. | 11. November 1973  | Stockholm               | Hartplatz (i) | Jimmy Connors     | Bob Carmichael Frew McMillan         | 7:6, 7:5                        |
| 24. | 26. Mai 1974       | Bournemouth             | Sand          | Juan Gisbert      | Corrado Barazzutti Paolo Bertolucci  | 6:4, 6:2, 6:0                   |
| 25. | 11. August 1974    | Indianapolis            | Sand          | Jimmy Connors     | Jürgen Faßbender Hans-Jürgen Pohmann | 6:7, 6:3, 6:4                   |
| 26. | 20. Oktober 1974   | Barcelona (2)           | Sand          | Juan Gisbert      | Manuel Orantes Guillermo Vilas       | 3:6, 6:0, 6:2                   |
| 27. | 16. November 1974  | London                  | Teppich (i)   | Jimmy Connors     | Brian Gottfried Raúl Ramírez         | 3:6, 7:6, 6:3                   |
| 28. | 16. Februar 1975   | Salisbury (2)           | Teppich (i)   | Jimmy Connors     | Jan Kodeš Roger Taylor               | 7:6, 6:2                        |
| 29. | 24. August 1975    | South Orange (2)        | Sand          | Jimmy Connors     | Dick Crealy John Lloyd               | 6:2, 6:3                        |
| 30. | 7. September 1975  | US Open                 | Sand          | Jimmy Connors     | Tom Okker Marty Riessen              | 6:4, 7:6                        |
| 31. | 12. Oktober 1975   | Madrid                  | Sand          | Jan Kodeš         | Juan Gisbert Manuel Orantes          | 7:6, 4:6, 9:7                   |
| 32. | 26. April 1976     | Stockholm               | Teppich (i)   | Alex Metreweli    | Tom Okker Adriano Panatta            | 6:4, 7:5                        |
| 33. | 20. März 1977      | St. Louis               | Teppich (i)   | Adriano Panatta   | Vijay Amritraj Dick Stockton         | 6:4, 3:6, 7:66                  |
| 34. | 3. April 1977      | London                  | Teppich (i)   | Adriano Panatta   | Mark Cox Eddie Dibbs                 | 7:65, 6:73, 6:3                 |
| 35. | 17. April 1977     | Houston                 | Sand          | Adriano Panatta   | John Alexander Phil Dent             | 6:3, 6:4                        |
| 36. | 2. Oktober 1977    | Aix-en-Provence         | Sand          | Ion Țiriac        | Patrice Dominguez Rolf Norberg       | 1:6, 7:5, 6:3, 6:3              |
| 37. | 18. Februar 1979   | Sarasota                | Teppich (i)   | Steve Krulevitz   | John James Keith Richardson          | 7:6, 6:3                        |
| 38. | 15. April 1979     | Monte Carlo             | Sand          | Raúl Ramírez      | Víctor Pecci Balázs Taróczy          | 6:3, 6:4                        |
| 39. | 26. August 1979    | Cincinnati Masters (2)  | Hartplatz     | Brian Gottfried   | Robert Lutz Stan Smith               | 1:6, 6:3, 7:6                   |
| 40. | 16. September 1979 | Atlanta                 | Hartplatz     | Raymond Moore     | Steve Docherty Eliot Teltscher       | 6:4, 6:2                        |
| 41. | 14. Oktober 1979   | Tel Aviv                | Hartplatz     | Tom Okker         | Mike Cahill Colin Dibley             | 7:5, 6:4                        |
| 42. | 16. März 1981      | Nancy                   | Hartplatz (i) | Adriano Panatta   | John Feaver Jiří Hřebec              | 6:4, 2:6, 6:4                   |
| 43. | 12. Oktober 1981   | Basel                   | Hartplatz (i) | José Luis Clerc   | Markus Günthardt Pavel Složil        | 7:6, 6:7, 7:6                   |
| 44. | 26. Oktober 1981   | Paris Masters (2)       | Hartplatz (i) | Yannick Noah      | Andrew Jarrett Jonathan Smith        | 6:4, 6:4                        |
| 45. | 20. Oktober 1985   | Tel Aviv                | Hartplatz     | Brad Gilbert      | Michael Robertson Florin Segărceanu  | 6:3, 6:2                        |

#### Finalteilnahmen
| Nr. | Datum              | Turnier                    | Belag         | Partner             | Finalgegner                              | Ergebnis                |
| --- | ------------------ | -------------------------- | ------------- | ------------------- | ---------------------------------------- | ----------------------- |
| 1.  | 19. Juli 1970      | Washington                 | Sand          | Ion Țiriac          | Bob Hewitt Frew McMillan                 | 5:7, 0:6                |
| 2.  | 2. August 1970     | Indianapolis               | Sand          | Ion Țiriac          | Arthur Ashe Clark Graebner               | 6:2, 4:6, 4:6           |
| 3.  | 18. April 1971     | Palermo                    | Sand          | Ion Țiriac          | Pierre Barthes Georges Goven             | 2:6, 3:6                |
| 4.  | 23. Mai 1971       | Brüssel                    | Sand          | Ion Țiriac          | Tom Okker Marty Riessen                  | kampflos                |
| 5.  | 13. Februar 1972   | Los Angeles                | Hartplatz (i) | Ion Țiriac          | Jim McManus Jim Osborne                  | 2:6, 7:5, 4:6           |
| 6.  | 23. April 1972     | Nizza                      | Sand          | Frew McMillan       | Jan Kodeš Stan Smith                     | 3:6, 6:3, 5:7           |
| 7.  | 13. Mai 1972       | Bournemouth                | Sand          | Ion Țiriac          | Bob Hewitt Frew McMillan                 | 5:7, 2:6                |
| 8.  | 22. Oktober 1972   | Barcelona                  | Sand          | Frew McMillan       | Juan Gisbert Manuel Orantes              | 3:6, 6:3, 4:6           |
| 9.  | 6. Mai 1973        | Florenz                    | Sand          | Juan Gisbert        | Paolo Bertolucci Adriano Panatta         | 3:6, 4:6                |
| 10. | 3. Juni 1973       | French Open                | Sand          | Jimmy Connors       | John Newcombe Tom Okker                  | 1:6, 6:3, 3:6, 7:5, 4:6 |
| 11. | 23. September 1973 | Los Angeles                | Hartplatz     | Jimmy Connors       | Jan Kodeš Vladimír Zedník                | 2:6, 4:6                |
| 12. | 31. März 1974      | Rotterdam                  | Teppich (i)   | Pierre Barthes      | Bob Hewitt Frew McMillan                 | 6:3, 4:6, 3:6           |
| 13. | 7. April 1974      | München                    | Teppich (i)   | Pierre Barthes      | Bob Hewitt Frew McMillan                 | 2:6, 6:7                |
| 14. | 3. Juni 1974       | Rom Masters                | Sand          | Juan Gisbert        | Brian Gottfried Raúl Ramírez             | 3:6, 2:6, 3:6           |
| 15. | 2. Juni 1975       | Rom Masters (2)            | Sand          | Juan Gisbert        | Brian Gottfried Raúl Ramírez             | 4:6, 6:7, 6:2, 1:6      |
| 16. | 17. August 1975    | Kanada Masters             | Sand          | Jan Kodeš           | Cliff Drysdale Raymond Moore             | 4:6, 6:7, 6:2, 1:6      |
| 17. | 2. November 1975   | Paris Masters              | Sand          | Tom Okker           | Wojciech Fibak Karl Meiler               | 4:6, 6:7                |
| 18. | 15. November 1975  | London                     | Teppich (i)   | Jimmy Connors       | Wojciech Fibak Karl Meiler               | 1:6, 5:7                |
| 19. | 25. Januar 1976    | Baltimore                  | Teppich (i)   | Cliff Richey        | Bob Hewitt Frew McMillan                 | 6:3, 6:7, 4:6           |
| 20. | 15. Februar 1976   | Toronto                    | Teppich (i)   | Alexander Metreweli | Jaime Fillol Frew McMillan               | 7:63, 2:6, 3:6          |
| 21. | 4. April 1976      | Caracas                    | Hartplatz     | Jeff Borowiak       | Brian Gottfried Raúl Ramírez             | 5:7, 4:6                |
| 22. | 29. August 1976    | South Orange               | Sand          | Vitas Gerulaitis    | Fred McNair Marty Riessen                | 5:7, 6:4, 2:6           |
| 23. | 14. November 1976  | Hongkong                   | Hartplatz     | Anand Amritraj      | Hank Pfister Butch Walts                 | 4:6, 2:6                |
| 24. | 13. Februar 1977   | Mexiko-Stadt               | Teppich (i)   | Adriano Panatta     | Wojciech Fibak Tom Okker                 | 2:6, 3:6                |
| 25. | 25. September 1977 | Paris                      | Sand          | Ion Țiriac          | Christophe Roger-Vasselin Jacques Thamin | 2:6, 6:4, 3:6           |
| 26. | 16. April 1978     | Monte Carlo                | Sand          | Jaime Fillol        | Peter Fleming Tomáš Šmíd                 | 4:6, 5:7                |
| 27. | 7. Januar 1979     | WCT Double Finals (London) | Teppich (i)   | Sherwood Stewart    | John McEnroe Peter Fleming               | 6:3, 2:6, 3:6, 1:6      |
| 28. | 21. Januar 1979    | Birmingham                 | Teppich (i)   | Tom Okker           | Stan Smith Dick Stockton                 | 2:6, 3:6                |
| 29. | 22. April 1979     | Johannesburg               | Teppich (i)   | Raymond Moore       | Colin Dowdeswell Heinz Günthardt         | 3:6, 6:7                |
| 30. | 27. Mai 1979       | Rom Masters (3)            | Sand          | José Luis Clerc     | Peter Fleming Tomáš Šmíd                 | 6:4, 1:6, 5:7           |
| 31. | 14. Januar 1980    | Birmingham (2)             | Teppich (i)   | José Luis Clerc     | Wojciech Fibak Tom Okker                 | 3:6, 3:6                |
| 32. | 17. August 1980    | Stowe                      | Hartplatz     | Ferdi Taygan        | Bob Lutz Bernard Mitton                  | 4:6, 3:6                |
| 33. | 19. April 1982     | Bournemouth (2)            | Sand          | Henri Leconte       | Paul McNamee Buster Mottram              | 6:3, 6:7, 3:6           |
| 34. | 7. Juni 1982       | Venedig                    | Sand          | José Luis Clerc     | Carlos Kirmayr Cássio Motta              | 4:6, 2:6                |
| 35. | 6. Februar 1983    | Caracas                    | Hartplatz     | Andrés Gómez        | Jaime Fillol Stan Smith                  | 7:6, 4:6, 3:6           |
| 36. | 5. November 1984   | Stockholm                  | Hartplatz (i) | Vijay Amritraj      | Henri Leconte Tomáš Šmíd                 | 6:3, 6:7, 4:6           |

### Mixed

#### Turniersiege
| Nr. | Datum        | Turnier                 | Belag | Partner      | Finalgegner                       | Ergebnis      |
| --- | ------------ | ----------------------- | ----- | ------------ | --------------------------------- | ------------- |
| 1.  | 4. Juli 1970 | Wimbledon Championships | Rasen | Rosie Casals | Alexander Metreweli Olga Morosowa | 6:3, 4:6, 9:7 |
| 2.  | 9. Juli 1972 | Wimbledon Championships | Rasen | Rosie Casals | Kim Warwick Evonne Goolagong      | 6:4, 6:4      |

#### Finalteilnahmen
| Nr. | Datum              | Turnier | Belag | Partner      | Finalgegner                  | Ergebnis |
| --- | ------------------ | ------- | ----- | ------------ | ---------------------------- | -------- |
| 1.  | 10. September 1972 | US Open | Rasen | Rosie Casals | Marty Riessen Margaret Court | 3:6, 5:7 |

## Film
Der Dokumentarfilm Nasty – More than just Tennis hatte am 23. Mai 2024 auf den Filmfestspielen Cannes Premiere.